# Nicole Beck
Nicole Elise Beck (Bulli, 28 mei 1988) is een Australisch rugbyspeler.

## Carrière
Met de vijftienmans variant behaalde Beck de bronzen medaille tijdens de wereldkampioenschappen.
Beck won met de ploeg van Australië tijdens de Olympische Zomerspelen 2016 de Olympische gouden medaille.

## Erelijst

### Rugby Seven
- Olympische Zomerspelen:  2016

### Rugby Union
- Wereldkampioenschap:  2010